# Stejaru (okręg Giurgiu)
Stejaru – wieś w Rumunii, w okręgu Giurgiu, w gminie Singureni. W 2011 roku liczyła 793 mieszkańców.